# Sint-Bernadettekerk (Waalwijk)
De Sint-Bernadettekerk was een parochiekerk in de Noord-Brabantse plaats Waalwijk. De kerk was gelegen aan de Doctor Schaepmanlaan 33.

## Geschiedenis
Begin jaren '60 van de 20e eeuw werd de behoefte gevoeld aan een nieuwe parochie in de Waalwijkse uitbreidingswijk Laageinde. In 1963 werd de parochie opgericht. In 1964 werd er ook een zogenoemde "sporthalkerk" gebouwd, naar een ontwerp van A. van Merendonk. Deze was gedacht als noodkerk en zou, als de definitieve kerk gereed kwam, door de gemeente als sporthal kunnen worden gebruikt.
In 1999 fuseerde de Bernadetteparochie met de Clemensparochie. De Bernadettekerk werd onttrokken aan de eredienst en daarna verkocht. Sloop volgde in 2008.

## Gebouw
Het betrof een bakstenen gebouw op rechthoekige plattegrond dat inderdaad als een sporthal oogde. Een metalen kruis en een kleine klokkengevel toonden dat het om een kerk ging.